# 게리 래크먼
게리 조지프 래크먼(영어: Gary Joseph Lachman, 1955년 12월 24일 ~)은 미국의 작가이자 음악가이다. 1970년대 중반 록 밴드 블론디의 베이스 기타리스트로 유명해졌다. 1990년대부터 래크먼은 신비주의와 오컬트주의에 관한 글을 풀타임으로 썼다. 의식, 문화, 서양 밀교 전통에 관한 22권 이상의 책을 썼으며, 미국과 영국의 저널에 기고하고 미국과 유럽에서 자신의 연구를 강의했으며, 그의 책은 12개 이상의 언어로 번역되었다.